# Góra Świętego Eliasza
Góra Świętego Eliasza (ang. Mount Saint Elias) (5489 m n.p.m.) – drugi co do wysokości szczyt w Stanach Zjednoczonych oraz czwarty w Ameryce Północnej. Leży w paśmie Gór Świętego Eliasza w Kordylierach, na granicy amerykańskiego stanu Alaska oraz kanadyjskiego terytorium Jukon. Na stokach Góry Świętego Eliasza występuje wiele lodowców, wśród których znajduje się lodowiec Malaspina. Szczyt wznosi się zaledwie 10 kilometrów od wybrzeża Zatoki Alaska i jego wysokość bezwzględna jest zarazem wysokością względną w potocznym rozumieniu tego pojęcia (widoczna różnica wysokości między szczytem, a jego podstawą). Jest to zarazem jedna z największych wysokości względnych na Ziemi.
Po amerykańskiej stronie granicy znajduje się Park Narodowy Wrangla-Świętego Eliasza, a po kanadyjskiej Park Narodowy Kluane. W odległości 40 km na północny zachód od Góry Świętego Eliasza leży Logan – najwyższa góra Kanady.